# Razzie Awards 1990
La 11ª edizione dei Razzie Awards si è svolta il 24 marzo 1991 al Roosevelt Hotel di Hollywood per premiare i peggiori film dell'anno 1990. Le candidature erano state annunciate alcuni mesi prima, il giorno prima delle candidature ai Premi Oscar 1991. I fantasmi non possono farlo, grazie a nove nomination e quattro Razzie vinti, tra cui il premio per il peggior film condiviso con Le avventure di Ford Fairlane, fu il film più premiato e nominato dell'anno. Sofia Coppola, figlia del famoso regista Francis Ford Coppola, ricevette due Razzie (peggior attrice non protagonista e peggior esordiente) per la sua interpretazione ne Il padrino - Parte III, ottenuti grazie a più del 65% dei consensi in entrambe le categorie, record tuttora imbattuto nei Razzie Awards.
Oltre a I fantasmi non possono farlo, i più nominati sono stati Rocky V, candidato a sette premi, seguito da Le avventure di Ford Fairlane con sei, Il falò delle vanità e Graffiti Bridge con quattro.

## Vincitori e candidati
Verranno di seguito indicati in grassetto i vincitori.
Ove ricorrente e disponibile, viene indicato il titolo in lingua italiana e quello in lingua originale tra parentesi.

### Peggior film
- Le avventure di Ford Fairlane (The Adventures of Ford Fairlane), regia di Renny Harlin
- I fantasmi non possono farlo (Ghosts Can't Do It), regia di John Derek
- Il falò delle vanità (The Bonfire of Vanities), regia di Brian De Palma
- Graffiti Bridge, regia di Prince
- Rocky V, regia di John G. Avildsen

### Peggior attore protagonista
- Andrew Dice Clay - Le avventure di Ford Fairlane (The Adventures of Ford Fairlane)
- Prince - Graffiti Bridge (Graffiti Bridge)
- Mickey Rourke - Ore disperate (Desperate Hours) e Orchidea selvaggia (Wild Orchid)
- George C. Scott - L'esorcista III (The Exorcist III)
- Sylvester Stallone - Rocky V

### Peggior attrice protagonista
- Bo Derek - I fantasmi non possono farlo (Ghosts Can't Do It)
- Melanie Griffith - Il falò delle vanità (The Bonfire of Vanities)
- Bette Midler - Stella
- Molly Ringwald - Il matrimonio di Betsy (Betsy's Wedding)
- Talia Shire - Rocky V

### Peggior attore non protagonista
- Donald Trump - I fantasmi non possono farlo (Ghosts Can't Do It)
- Leo Damian - I fantasmi non possono farlo (Ghosts Can't Do It)
- Gilbert Gottfried - Le avventure di Ford Fairlane (The Adventures of Ford Fairlane), Senti chi parla 2 (Look Who's Talking Too) e Piccola peste (Problem Child)
- Wayne Newton - Le avventure di Ford Fairlane (The Adventures of Ford Fairlane)
- Burt Young - Rocky V

### Peggior attrice non protagonista
- Sofia Coppola - Il padrino - Parte III (The Godfather Part III)
- Roseanne Barr - Senti chi parla 2 (Look Who's Talking Too)
- Kim Cattrall - Il falò delle vanità (The Bonfire of Vanities)
- Julie Newmar - I fantasmi non possono farlo (Ghosts Can't Do It)
- Ally Sheedy - Il matrimonio di Betsy (Betsy's Wedding)

### Peggior regista
- John Derek - I fantasmi non possono farlo (Ghosts Can't Do It)
- John G. Avildsen - Rocky V
- Brian De Palma - Il falò delle vanità (The Bonfire of Vanities)
- Renny Harlin - Le avventure di Ford Fairlane (The Adventures of Ford Fairlane)
- Prince - Graffiti Bridge

### Peggior sceneggiatura
- Daniel Waters, James Cappe e David Arnott - Le avventure di Ford Fairlane (The Adventures of Ford Fairlane)
- Michael Christopher - Il falò delle vanità (The Bonfire of Vanities)
- John Derek - I fantasmi non possono farlo (Ghosts Can't Do It)
- Prince - Graffiti Bridge
- Sylvester Stallone - Rocky V

### Peggior esordiente
- Sofia Coppola - Il padrino - Parte III
- Ingrid Chavez - Graffiti Bridge
- Leo Damian - I fantasmi non possono farlo (Ghosts Can't Do It)
- Carré Otis - Orchidea selvaggia (Wild Orchid)
- Donald Trump - I fantasmi non possono farlo (Ghosts Can't Do It)

### Peggior canzone originale
- He's Comin' Back (The Devil!) da Riposseduta (Repossessed), musica e testo di Chris LeVrar
- The Measure of a Man da Rocky V, musica e testo di Alan Menken
- One More Cheer for Me! da Stella, musica e testo di Jay Gruska e Paul Gordon

## Statistiche vittorie/candidature
Premi vinti/candidature:
- 4/9 - I fantasmi non possono farlo (Ghosts Can't Do It)
- 3/6 - Le avventure di Ford Fairlane (The Adventures of Ford Fairlane)
- 2/2 - Il padrino - Parte III (The Godfather Part III)
- 1/1 - Riposseduta (Repossessed)
- 0/7 - Rocky V
- 0/5 - Il falò delle vanità (The Bonfire of Vanities)
- 0/5 - Graffiti Bridge
- 0/2 - Orchidea selvaggia (Wild Orchid)
- 0/2 - Il matrimonio di Betsy (Betsy's Wedding)
- 0/2 - Senti chi parla 2 (Look Who's Talking Too)
- 0/2 - Stella
- 0/1 - Ore disperate (Desperate Hours)
- 0/1 - L'esorcista III (The Exorcist III)
- 0/1 - Piccola peste (Problem Child)